# Hidroelektrana Dubrovnik
Hidroelektrana Dubrovnik är ett vattenkraftverk i Kroatien.   Det ligger i länet Dubrovnik-Neretvas län, i den sydöstra delen av landet, 400 km söder om huvudstaden Zagreb. Hidroelektrana Dubrovnik ligger 235 meter över havet.
Terrängen runt Hidroelektrana Dubrovnik är kuperad åt nordost, men åt sydväst är den platt. Havet är nära Hidroelektrana Dubrovnik åt sydväst. Runt Hidroelektrana Dubrovnik är det glesbefolkat, med 12 invånare per kvadratkilometer. Närmaste större samhälle är Dubrovnik, 12,7 km väster om Hidroelektrana Dubrovnik. 